# Imiona bułgarskie
Imiona bułgarskie – imiona obecne w kręgu kultury bułgarskiej lub z niej się wywodzące.

## Imiona męskie
| Kolejność według popularności | Najczęściej nadawane imiona w 2012 roku | Najczęściej spotykane imiona w Bułgarii (w całej populacji) | Udział procentowy najpopularniejszych imion z roku 2012 wśród ogółu imion |
| ----------------------------- | --------------------------------------- | ----------------------------------------------------------- | ------------------------------------------------------------------------- |
| 1                             | Georgi (Георги)                         | Georgi (Георги)                                             | 4,9                                                                       |
| 2                             | Aleksandyr (Александър)                 | Iwan (Иван)                                                 | 4,8                                                                       |
| 3                             | Martin (Мартин)                         | Dimityr (Димитър)                                           | 3,7                                                                       |
| 4                             | Iwan (Иван)                             | Nikołaj (Николай)                                           | 2,7                                                                       |
| 5                             | Dimityr (Димитър)                       | Petyr (Петър)                                               | 2,2                                                                       |
| 6                             | Nikołaj (Николай)                       | Christo (Христо)                                            | 1,8                                                                       |
| 7                             | Danijeł (Даниел)                        | Aleksandyr (Александър)                                     | 1,6                                                                       |
| 8                             | Nikoła (Никола)                         | Jordan (Йордан)                                             | 1,6                                                                       |
| 9                             | Wiktor (Виктор)                         | Stefan (Стефан)                                             | 1,5                                                                       |
| 10                            | Kristijan (Кристиян)                    | Wasił (Васил)                                               | 1,5                                                                       |

Apostoł, Asen, Atanas, Bogomił, Bojko, Cwetan, Ilija, Iskren, Iwajło, Jasen, Jawor, Jordan, Kosta, Krum, Ljuben, Michaił, Milen, Momcził, Nikifor, Płamen, Prodan, Stojan, Todor, Wełczo, Weliczko, Weliko, Welin, Wiłko.

## Imiona żeńskie
| Kolejność według popularności | Najczęściej nadawane imiona w 2012 roku | Najczęściej spotykane imiona w Bułgarii (w całej populacji) | Udział procentowy najpopularniejszych imion z roku 2012 wśród ogółu imion |
| ----------------------------- | --------------------------------------- | ----------------------------------------------------------- | ------------------------------------------------------------------------- |
| 1                             | Wiktorija (Виктория)                    | Marija (Мария)                                              | 3,3                                                                       |
| 2                             | Marija (Мария)                          | Iwanka (Иванка)                                             | 1,8                                                                       |
| 3                             | Nikoł (Никол)                           | Elena (Елена)                                               | 1,5                                                                       |
| 4                             | Aleksandra (Александра)                 | Jordanka (Йорданка)                                         | 1,1                                                                       |
| 5                             | Gabrijeła (Габриела)                    | Penka (Пенка)                                               | 0,9                                                                       |
| 6                             | Raja (Рая)                              | Marijka (Марийка)                                           | 0,9                                                                       |
| 7                             | Joana (Йоана)                           | Rosica (Росица)                                             | 0,8                                                                       |
| 8                             | Simona (Симона)                         | Danijeła (Даниела)                                          | 0,8                                                                       |
| 9                             | Sijana (Сияна)                          | Desisława (Десислава)                                       | 0,8                                                                       |
| 10                            | Darija (Дария)                          | Petja (Петя)                                                | 0,8                                                                       |

Bojana, Christina, Cwetanka, Emilija, Fidanka, Iglika, Iwanka, Jordanka, Julija, Nataliia, Nedelja, Newena, Pawlina, Penka, Rosica, Stanka, Todorka, Wioleta.